# Olivier Nakache
Olivier Nakache (Suresnes, 14 de abril de 1973) é um cineasta, argumentista e ator francês. Trabalha, frequentemente, com Éric Toledano, tanto na realização como na escrita dos argumentos.
É irmão da atriz e realizadora Géraldine Nakache.

## Biografia
Olivier Nakache nasceu a 14 de abril de 1973, em Suresnes, no departamento francês de Hauts-de-Seine.
Em 1995, Nakache e Toledano realizam a sua primeira curta-metragem Le jour et la nuit, a história de um médico amante da noite, com Zinedine Soualem e Mauduech Julie. Quatro anos depois regressam com a curta Les Petits Souliers, uma crónica de jovens Pais Natal por uma noite, que reúne os jovens comediantes franceses: Jamel Debbouze, Gad Elmaleh, Atmen Kelif, Roschdy Zem e Gilbert Melki. Em 2005, lançam a sua primeira longa-metragem, Je préfère qu'on reste amis..., com Gérard Depardieu e Jean-Paul Rouve. No ano seguinte, realizaram o que viria a ser a grande surpresa desse verão: Nos jours heureux, uma comédia sobre as colónias de férias. Já em 2009, realizam a sua terceira longa-metragem Tellement proches, com Vincent Elbaz, Isabelle Carré, François-Xavier Demaison, Audrey Dana e Omar Sy.

## Filmografia

### Filmes
Os filmes aqui listados foram escritos e realizados em colaboração com Éric Toledano, excetuando La Part de l'ombre cujo argumento não foi escrito por nenhum dos dois.

#### Curtas-metragens
- 1995: Le Jour et la Nuit
- 1999: Les Petits Souliers
- 2000: La Part de l'ombre
- 2002: Ces jours heureux

#### Longas-metragens
- 2005: Je préfère qu'on reste amis...
- 2006: Nos jours heureux
- 2009: Tellement proches
- 2011: Intouchables
- 2014: Samba

### Ator
- 2003: Une fleur pour Marie (curta-metragem)
- 2006: Mer belle à agitée (telefilme): Sponsor
- 2006: Nos jours heureux (longa-metragem): um médico

## Prémios e nomeações
- César de 2012
  - nomeação ao César de melhor realizador por Intouchables
  - nomeação ao César de melhor argumento original por Intouchables